# Steeplejack
Gli Steeplejack sono un gruppo rock italiano fondato da Maurizio Curadi nel 1986.
Vengono annoverati tra i principali gruppi emersi dalla scena indipendente italiana durante gli anni 80.

## Stile
(Federico Guglielmi, in Terra di Nessuno (nel booklet di No-one’s Land))
Nello stile del gruppo si possono avvertire molteplici tensioni e richiami sonori Syd Barrett, Captain Beefheart, 13th Floor Elevators, John Coltrane, John Fahey, il blues più primitivo e minimale, echi orientali e improvvisazione free.

## Storia
Costituiti nel 1986 inizialmente come progetto solista dal chitarrista e compositore Maurizio Curadi dopo le esperienze con Useless Boys e Birdmen of Alkatraz, il gruppo registra nel giugno 1986 High and Shakin' Trees, demo tramite il quale ottengono offerte discografiche da parte della Electric Eye e della High Rise. Optato per la prima, a fine '86 Maurizio Curadi registra un medley di due cover dei 13th Floor Elevators (Levitation e Don't Fall Down), con la partecipazione di Giovanni Villani (chitarra) e Alessandro Tellini (waterpipe e chitarra) allegato poi alla rivista Lost Trails. Fra la fine del 1986 e l'inizio del 1987 viene realizzato l'EP di esordio Serena Maboose per la Electric Eye, includendo brani di High and Shakin' Trees (Falling Leaves and Autumn Thrills, Nobody is Around You, Hot Summer Again). Maurizio Curadi decide di ampliare la formazione nel corso del 1987, coinvolgendo Elio Gavarini alla batteria e percussioni, Giovanni Villani alla chitarra.
Nel 1988 pubblicano l'LP Pow Wow, che riceve ottime recensioni sulla stampa italiana (Mucchio selvaggio, Rockerilla) ed estera (Freakbeat, Spin), tanto da venire considerato con il tempo dalla critica tra gli album più importanti della psichedelia italiana di sempre.
La band appare in diverse performance dal vivo, dando spazio all'improvvisazione collettiva e alla sperimentazione contro l'imperante rigidità della scena post-punk. Nel 1989 Curadi partecipa alle registrazioni di Song for Myself dei Not Moving, assieme a membri di CCCP, Neon, The Sick Rose, Negazione.
Uscito dalla formazione Villani, dal 1989 il gruppo assume l'assetto di trio, aggiungendo l'impiego occasionale di nastri pre-registrati e sampler. Nel 1990 partecipano al IV Metarock, dividendo il palco con Thin White Rope e Fleshtones. Il periodo 1990-1992 vede una fase di temporanea sperimentazione in italiano; di questa parentesi è apparsa in È tutto finito (un adattamento di Baby Blue dei 13th Floor Elevators) sulla compilation Apocalisse di diamante, edita dalla Toast nel 1992 dopo l'interruzione di attività della band. Curadi in seguito forma gli Shantish assieme a Elio Gavarini, con i quali pubblica "Fondo e cima" sull'antologia "Faces vol.1" nel 1993. Di questo periodo è anche la composizione delle musiche di scena per due performance della compagnia teatrale Infidi Lumi (“Gerusalemme Liberata” e “Baal”, quest'ultima presentata al Festival dei Teatri di S.Arcangelo).
Ripresa l'attività nel 1999, e dopo l'entrata di Alessandro Tellini al basso, gli Steeplejack producono per Aua Records l'EP in edizione limitata Six Fishes from Unknown Seas con cover di Captain Beefheart, Lou Reed e Syd Barrett,.
Nel 2011 Goodfellas/Spitfire pubblica il doppio CD No-one's Land, che riunisce Serena Maboose e Pow Wow - rimasterizzati dai nastri originali - aggiungendo un disco di inediti e rarità del periodo 1986-1990 (i master di High Shakin' Trees, No-one's Land, cover da Dylan e Barrett, e un live dell'88 al Teatro Albatross di Genova).
Nel giugno 2014 viene pubblicato il nuovo lavoro Dream Market Radio da Area Pirata/Rock Bottom/PsychOut, prodotto da Maurizio Curadi, e anticipato a fine 2012 dal singolo The Matter of Dreams (JapanApart), il disco contiene 13 nuovi originali fra cui oltre a una cover personale di Kandy Korn di Captain Beefheart e una riscrittura del traditional Gallows Pole. Dopo aver deciso di chiudere le attività di Steeplejack nel settembre 2014, Curadi si dedica all'attività di performer strumentale in ambito elettroacustico, lavorando con open tunings e tecniche estese.

## Formazione
- Maurizio Curadi (chitarre, voce, echi, autoharp)
- Alessandro Tellini (basso)
- Elio Gavarini (batteria, sampler)

## Discografia

### Album
- 1988 - Pow Wow (LP Electric Eye)
- 2014 - Dream Market Radio (CD + 2LP Area Pirata/Rock Bottom/Psych-Out)

### EP
- 1987 - Serena Maboose (Electric Eye)
- 2006 - Six Fishes from Unknown Seas (AUA Records)
- 2012 - The Matter of Dreams (JapanApart)

### Raccolte
- 2011 - No-one's Land (Goodfellas/Spitfire) Include Pow Wow, Serena Maboose + inediti

### Singoli
- 1988 - Tin Soldier (split single con Soul Hunter, in Eighties Colours vol.2, Electric Eye)

### Partecipazione a compilation
- 1992 - Apocalisse di Diamante (Toast)